# فرانک بیرد
فرانک بیرد (انگلیسی: Frank Beard (golfer)؛ زادهٔ ۱ مهٔ ۱۹۳۹) یک گلف‌باز است.